# Jack Capuano
Pour les articles homonymes, voir Capuano.
Jack Capuano (né le 7 juillet 1966 à Cranston, dans l'État du Rhode Island aux États-Unis) est un joueur professionnel américain de hockey sur glace,. Il agit en tant qu'entraîneur-chef pour l'organisation des Islanders de New York, dans la Ligue nationale de hockey.

## Statistiques

### En tant que joueur
| Saison     | Équipe                 | Ligue      |    | Saison régulière | Saison régulière | Saison régulière | Saison régulière | Saison régulière |   | Séries éliminatoires | Séries éliminatoires | Séries éliminatoires | Séries éliminatoires | Séries éliminatoires |
| Saison     | Équipe                 | Ligue      | PJ | B                | A                | Pts              | Pun              | PJ               | B | A                    | Pts                  | Pun                  |                      |                      |
| 1985-1986  | Black Bears du Maine   | NCAA       | 39 | 9                | 18               | 27               | 51               | -                | - | -                    | -                    | -                    |                      |                      |
| 1986-1987  | Black Bears du Maine   | NCAA       | 42 | 10               | 34               | 44               | 20               | -                | - | -                    | -                    | -                    |                      |                      |
| 1987-1988  | Black Bears du Maine   | NCAA       | 43 | 13               | 37               | 50               | 87               | -                | - | -                    | -                    | -                    |                      |                      |
| 1988-1989  | Saints de Newmarket    | LAH        | 74 | 5                | 16               | 21               | 52               | 1                | 0 | 0                    | 0                    | 0                    |                      |                      |
| 1989-1990  | Indians de Springfield | LAH        | 14 | 0                | 4                | 4                | 8                | -                | - | -                    | -                    | -                    |                      |                      |
| 1989-1990  | Saints de Newmarket    | LAH        | 8  | 0                | 2                | 2                | 7                | -                | - | -                    | -                    | -                    |                      |                      |
| 1989-1990  | Admirals de Milwaukee  | LIH        | 17 | 3                | 10               | 13               | 60               | 6                | 0 | 1                    | 1                    | 12                   |                      |                      |
| 1989-1990  | Maple Leafs de Toronto | LNH        | 1  | 0                | 0                | 0                | 0                | -                | - | -                    | -                    | -                    |                      |                      |
| 1990-1991  | Admirals de Milwaukee  | LIH        | 80 | 20               | 30               | 50               | 76               | 6                | 0 | 1                    | 1                    | 2                    |                      |                      |
| 1990-1991  | Canucks de Vancouver   | LNH        | 3  | 0                | 0                | 0                | 0                | -                | - | -                    | -                    | -                    |                      |                      |
| 1991-1992  | Mariners du Maine      | LAH        | 74 | 14               | 26               | 40               | 35               | -                | - | -                    | -                    | -                    |                      |                      |
| 1991-1992  | Bruins de Boston       | LNH        | 2  | 0                | 0                | 0                | 0                | -                | - | -                    | -                    | -                    |                      |                      |
| Totaux LNH | Totaux LNH             | Totaux LNH | 6  | 0                | 0                | 0                | 0                | -                | - | -                    | -                    | -                    |                      |                      |

## Parenté dans le sport
Son frère Dave Capuano est également joueur de hockey.